# Xanthopimpla luzonensis
Xanthopimpla luzonensis är en stekelart som beskrevs av Krieger 1914. Xanthopimpla luzonensis ingår i släktet Xanthopimpla och familjen brokparasitsteklar. Inga underarter finns listade i Catalogue of Life.